# Bowie letsdance
Bowie letsdance (лат.) — вид блуждающих пауков рода Bowie (Ctenidae). Встречается на острове Ява (Индонезия). Название происходит от имени песни «Let’s Dance» британского музыканта Дэвида Боуи.

## Описание
Пауки средних размеров, длина самцов от 9,7 до 19,8 мм, самок — от 9,8 до 12,8 мм. Окраска самцов от желтовато- до красновато-коричневого цвета; опистосома дорсально с парными пятнами в задней половине, широко расставленными, нечёткими; латерально пунктирными; снизу темнее, с 4 сходящимися назад линиями, состоящими из светлых пятен, внутренние линии за эпигастральной бороздой слились. Окраска самки как у самца, но темнее, темно-красновато-коричневая, ноги дистально кольчатые. Формула ног 4123. Имеют поперечный тегулярный апофиз, короткий эмболус со срединным ретролатеральным отростком и относительно короткий ретролатеральный голенный апофиз педипальп (RTA) у самцов, а также отчётливые переднебоковые «плечи» срединной пластинки и двулопастные боковые зубцы у самок с открыто видимыми основаниями соответствующих боковых зубцов.

## Таксономия и этимология
Вид был впервые описан в 2022 году немецким арахнологом Петером Егером. Название происходит от имени песни «Let’s Dance» (хит № 1 в 1983 году) британского музыканта Дэвида Боуи — по случаю 75-летия рок-легенды и с целью привлечь внимание к всё ещё в значительной степени неизученному разнообразию и защите природы.
Внешне и по строению копулятивных органов Bowie letsdance сходен с видом Bowie teenagewildlife. Включён в видовую группу teenagewildlife по наличию общих признаков: имеют сходное строение копулятивных органов самца и самки.

## Распространение
Встречается на острове Ява (Индонезия).